# 江月宗玩
江月 宗玩（こうげつ そうがん、天正2年11月8日（1574年11月21日） - 寛永20年8月19日（1643年10月1日））は、安土桃山時代から江戸時代前期にかけての臨済宗の僧。大徳寺住持。堺の豪商で織田信長、豊臣秀吉に茶頭として仕えた津田宗及の子。天王寺屋を継いだ津田宗凡は兄。俗名は宗丸。幼名を道丸、次いで春松。号に欠伸子、慒袋子、赫々子など。諡は大梁興宗禅師。

## 生涯
幼少より大徳寺の僧春屋宗園に師事し、15歳の時に剃髪して宗玩を名乗る。1610年に大徳寺156世住持となり、1611年の春屋の死去により黒田家の菩提寺、塔頭龍光院を継ぎ、字を江月とした。翌1612年に黒田長政の援助を得て龍光院内に小堀遠州と孤篷庵を開山。大徳寺塔頭の総見院、筑前博多の崇福寺、筑前秋月の古心寺、筑前直方の雲心寺、江戸品川の東海寺などを経て、1643年に隠棲していた龍光院の庵にて死去した。
宗玩は当代一流の文化人として知られ、特にその書は沢庵宗彭、清巌宗渭とともに茶掛として流行した。また、茶の湯を父の津田宗及、古田織部、小堀遠州に学び、千宗旦とも交流して堀直寄や黒田高政らを弟子とした。松花堂昭乗や狩野探幽との親交も知られる。紫衣事件では沢庵、玉室宗珀らとともに幕府に抗議して詰問を受けたが、ひとり許されている。
江月の語録『欠伸稿』は著名である。